# Keakr
Keakr, /ki.kœʁ/, était une application mobile web3 pour les artistes et les fans de musique, qui comprend création de contenu partage de vidéo et musique, partage d’instrumentale (des « beats » dans le domaine du hip-hop) et de réseautage social lancée en avril 2017 par le rappeur et producteur Axiom.

## Historique
Keakr est une start-up fondée par Axiom en 2015 avec comme investisseurs notables Luc Besson, Pierre Gatignol, et Daphni. L’application sort en Avril 2017 sur IOS et Android.
Après sa sortie, l’application se fait connaître et quelques artistes de la scène du hip-hop francophone comme Demi Portion, Sam's, Rim-K, Kalash Criminel ou Médine feront usage du service pour partager des freestyles et des clips.
En 2018, Keakr produit le clip de Kalash Criminel Sombre, réalisé par Camille Delamare avec Vincent Elbaz qui sortira en exclusivité sur l’application.
En 2019, DJ Weedim lance un concours sur l’application pour enregistrer avec les gagnants, son nouveau titre « Premières recrues ».
En 2020, l’application propose un concours ou des utilisateurs sont choisis pour enregistrer deux titres sous la direction de beatmakers certifiés et rappeurs connus (Koba LaD et RK) et en fin d’année un nouveau concours sera proposé pour enregistrer un "featuring" avec le rappeur Médine
En 2021, pendant la pandémie de Covid-19, Keakr organise un festival hip-hop digital qui réunit des artistes de l’application ainsi que des artistes connus comme SCH, Maes, Mister You, Lyna Mayhem...
Après la sortie de nombreuses fonctionnalités, Keakr démarre sa troisième levée de fonds pour de nouveaux projets.

## Fonctionnement
Keakr débute comme studio d'enregistrement mobile pour créer du contenu musical sur la base des instrumentales proposée par sa propre communauté de beatmakers. Désormais, l’application propose d’autres fonctionnalités comme le partage de vidéo créées en dehors de l’application, le partage d'instrumentales via son site web et leur commercialisation, les battles qui sont départagés par un système de votes des utilisateurs, une messagerie privée et un chat public, le livestream, l’upload de singles et d’albums, la création de playlists et la sponsorisation de contenu.